# Eckankar

Eckankar.

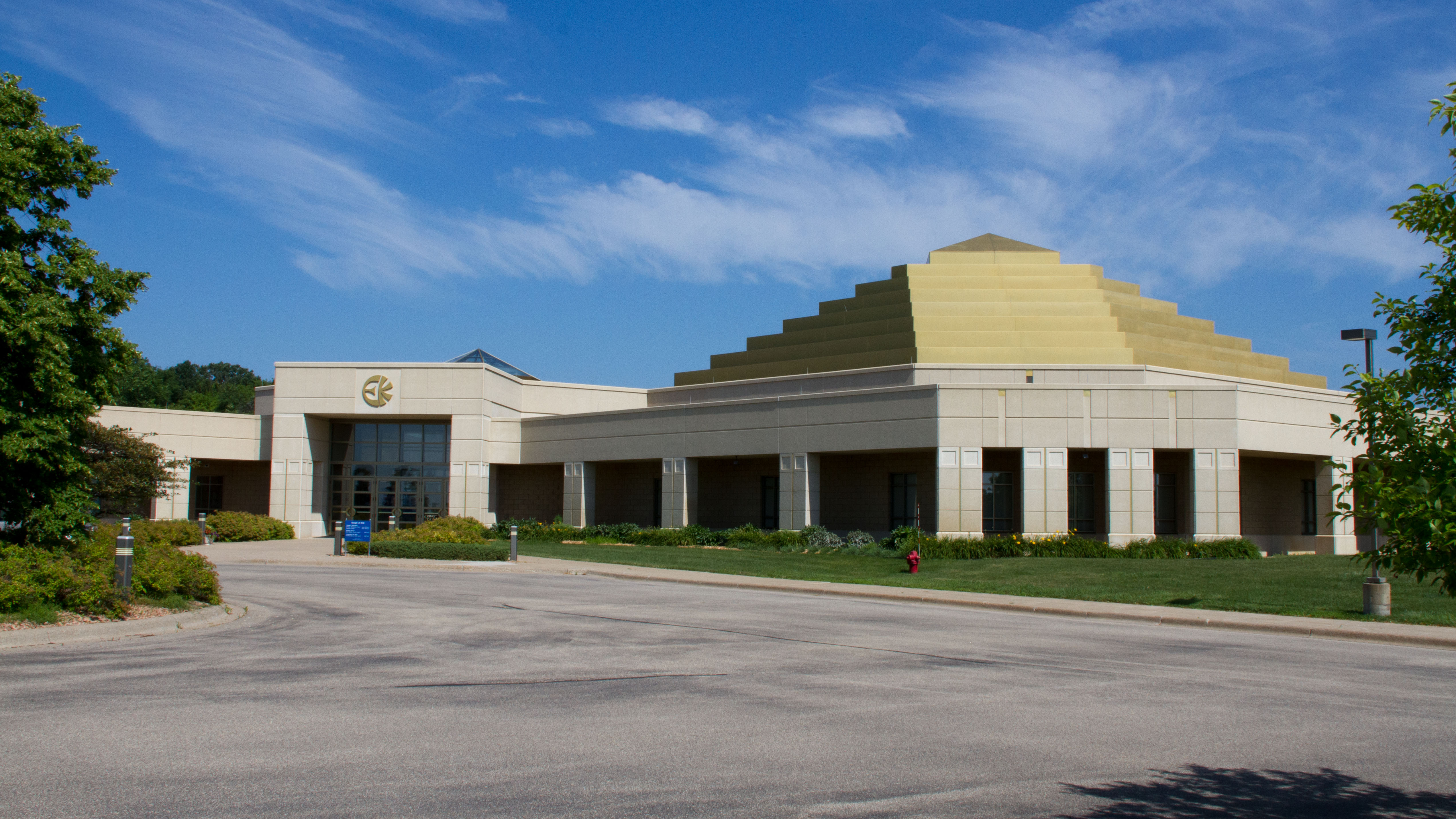
Templo da ECK, Chanhassen, Minnesota, USA

Eckankar é um Novo movimento religioso que incide sobre exercícios espirituais que permitem aos praticantes experiência que seus seguidores chamam de "a Luz e Som de Deus."
De acordo com o glossário Eckankar, o termo Eckankar meios "Co-Worker with God". É provável tirar do termo Sikh, Ik Onkar. Desde 1985 Eckankar é descrita como "A Religião da Luz e Som de Deus". Antes de 1985 Eckankar modificou o descritor depois do seu nome várias vezes.
O quartel Eckankar está em Chanhassen, Minnesota (para sudoeste de Minneapolis). Neste sítio existe o Templo Eckankar, uma capela ao ar livre, um edifício administrativo, e o Campus Universitário Espiritual ECK.
Criada por volta de 1964 pelo norte-americano Paul Twitchell, essa organização visa promover o estudo e desenvolvimento espiritual. Tendo como base a Viagem Astral, possibilitando dominar ou conhecer os mistérios do universo.

## Plágio discussão
- Dialog in the Age of Criticism. David Lane and Doug Marman discuss plagiarism
- Twitchell Plagiarism